# Saga Kjalleklinga
Saga Kjalleklinga es una de las sagas de los islandeses sobre el clan familiar de los Kjalleklingar, desde sus orígenes cuando el patriarca Kjallak decidió abandonar sus posesiones en Sogn por los continuos embistes expansionistas de Harald I de Noruega y emigrar con todo su clan a Islandia. Se considera hoy perdida, pero extractos de la saga se conservan en Landnámabók.